# L'Homme du second
Pour les articles homonymes, voir The Man Upstairs.
L'Homme du second (titre original : The Man Upstairs) est une nouvelle écrite par Ray Bradbury en 1947.

## Résumé
Douglas, un petit garçon, passe des vacances chez sa grand-mère. 
Il découvre que l'un des pensionnaires de sa grand-mère est un vampire. Le vampire utilise des couverts en bois plutôt que ceux, en argent, de la grand-mère du petit garçon. Il travaille de nuit et dort le jour malgré le bruit incessant de Douglas. Ce dernier commence à se douter de quelque chose lorsque derrière une vitre de verres de différentes couleurs il s'aperçoit que ce pensionnaire n'est pas comme les autres. Il décide d'agir avec pour seul arme son courage.